# Enicosanthum daclacense
Enicosanthum daclacense är en kirimojaväxtart som beskrevs av Nguyên Tiên Bân. Enicosanthum daclacense ingår i släktet Enicosanthum och familjen kirimojaväxter. Inga underarter finns listade i Catalogue of Life.